# Turistická chata Čeřínek
Turistická chata Čeřínek – schronisko turystyczne położone na południe od szczytu Čeřínek (762 m n.p.m.) w Masywie Czesko-Morawskim (Wyżyna Krzemesznicka). Obiekt znajduje się na wys. ok. 740 n.p.m., w granicach administracyjnych Batelova, a jego właścicielem jest Klub Czeskich Turystów (KČT).

## Historia i warunki pobytu
Pierwszy obiekt noclegowy powstał w tym miejscu w 1923 roku. Od tego czasu budynek podlegał licznym przebudowom. Obecnie chata oferuje 65 miejsc noclegowych w pokojach 2, 3 i 4-osobowych ze wspólnymi łazienkami. W obiekcie znajduje się również restauracja na 50 osób.

## Szlaki turystyczne
Przy obiekcie znajduje się węzeł następujących szlaków turystycznych:
- Nový Rychnov - Čertův hrádek (714 m n.p.m.) - Dolní Hutě - Turistická chata Čeřínek (odbicie na szczyt Čeřínek) - Cejle
- Dolní Cerekev - Hutě - Turistická chata Čeřínek - Mirošov
- Kostelec - Cejle - Turistická chata Čeřínek
- Dolní Cerekev - staw Klechtavec - Dolní Hutě - Nový Hojkov - Turistická chata Čeřínek